# Chiapas Fútbol Club
O Clube de Futebol Jaguares de Chiapas foi um clube de futebol mexicano da cidade de Tuxtla Gutiérrez, no estado de Chiapas, fundado em 27 de junho de 2002.

## História
A equipe disputa a primeira divisão do Campeonato Mexicano. Seus melhores momentos foram dois quartos lugares na InterLiga em 2005 e 2007. A equipe participou também da Copa Libertadores de 2011, sendo eliminada nas quartas-de-final pelo Cerro Porteño do Paraguai, após um empate em 1 a 1 e derrota por 1 a 0, ficando em 6º lugar na classificação final em sua única participação.

## Campanhas de destaque
- 4º colocado no torneio InterLiga (2005 e 2007);
- 6º colocado na Copa Libertadores da América (2011).